# Film boliviani proposti per l'Oscar al miglior film straniero
A partire dal 1996 la Bolivia ha cominciato a presentare film all'Academy of Motion Picture Arts and Sciences che la rappresentassero all'Oscar come miglior film di lingua straniera. 
Fino ad ora nessun film boliviano è entrato a far parte della cinquina finale delle nomination.
Tra i dieci film proposti fino ad oggi, tre sono stati diretti da Juan Carlos Valdivia.
| Anno | Film                       | Regia                | Risultato     |
| ---- | -------------------------- | -------------------- | ------------- |
| 1996 | Jonás y la ballena rosada  | Juan Carlos Valdivia | Non candidato |
| 2004 | Dependencia sexual         | Rodrigo Bellott      | Non candidato |
| 2006 | Di buen día a papá         | Fernando Vargas      | Squalificato  |
| 2007 | American Visa              | Juan Carlos Valdivia | Non candidato |
| 2008 | Los Andes no creen en Dios | Antonio Eguino       | Non candidato |
| 2010 | Zona Sur                   | Juan Carlos Valdivia | Non candidato |
| 2015 | Olvidados                  | Carlos Bolado        | Non candidato |
| 2017 | Carga Sellada              | Julia Vargas-Weise   | Non candidato |
| 2018 | Viejo Calavera             | Kiro Russo           | Non candidato |
| 2019 | Muralla                    | Rodrigo Patiño       | Non candidato |
| 2020 | Tu me manques              | Rodrigo Bellott      | Non candidato |
| 2021 | Chaco                      | Diego Mondaca        | TBD           |

| Non candidato | Il film è stato proposto per la candidatura, ma non è stato selezionato dall'Academy of Motion Picture Arts and Sciences. |
| Short-list    | Il film è entrato nella "short-list" stilata a gennaio dei nove candidati per l'Oscar al miglior film straniero.          |
| Candidato     | Il film è entrato a far parte dei cinque candidati per l'Oscar al miglior film straniero.                                 |
| Vincitore     | Il film ha vinto l'Oscar al miglior film straniero.                                                                       |